# Weteringschans
De Weteringschans is een straat in het centrum van Amsterdam, die het Kleine-Gartmanplantsoen nabij het Leidseplein met het Frederiksplein verbindt. De straat werd in 1872 vernoemd naar de Weteringpoort en de Boerenwetering (zoals ook de Weteringbuurt en het Weteringplantsoen).
Halverwege wordt de Weteringschans gekruist door de Vijzelgracht. Hier liggen aan een rotonde het Eerste en het Tweede Weteringplantsoen. De rotonde noemt men het Weteringcircuit.

## Geschiedenis

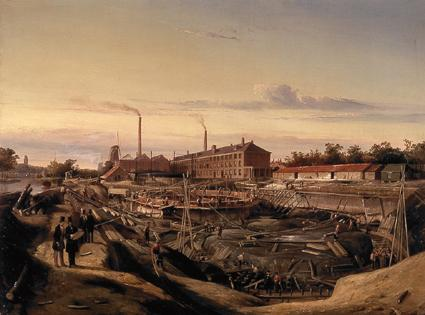
De bouw van twee gashouders van De Hollandsche Gazfabriek aan de Schans, Cornelis Springer, 1847

De Weteringschans, die tot 1850 de Schans heette, werd aangelegd op de tussen 1820 en 1840 geslechte stadswallen. Het gedeelte van de Schans tussen Haarlemmerplein en Leidseplein werd in 1872 Marnixstraat genoemd en het gedeelte tussen Frederiksplein en Nieuwe Vaart werd de Sarphatistraat.
In 1868 werd de eerste ambachtschool van het land, in 1861 gesticht door de Maatschappij voor den Werkenden Stand, gevestigd aan de Weteringschans. Ook de Industrieschool voor Vrouwelijke Jeugd stond hier.
Bekende gebouwen langs de Weteringschans zijn: theater De Balie, de concertzaal Paradiso en het Barlaeus Gymnasium. Op het aangrenzende Kleine-Gartmanplantsoen 6-11 was een Huis van Bewaring gevestigd. Sinds de jaren negentig ligt hier het, via een neoklassieke facade met pilaren toegankelijke Max Euweplein, met het tot Holland Casino verbouwde Lido.
Aan de oever van de Singelgracht, op Weteringschans 12-24 staan vier 19e-eeuwse vrijstaande villa's. De villa op nr. 22 werd bewoond door Mathilde Willink en modeontwerper Frank Govers.
Bij de Museumbrug (brugnummer 82) tegenover het Rijksmuseum staan op de plaats van gesloopte 19e-eeuwse villa's twee moderne kantoorpanden bijgenaamd Peper & Zout van architect Frans van Gool. Op de plaats van het in 1980/'81 ontruimde kraakpand de Grote Wetering hoek Spiegelgracht / Weteringschans 81-89 verrees een kantorencomplex.
Tussen Weteringschans 28 en 34 ligt een groot deel van het Eerste Weteringplantsoen, met het naar Simon Carmiggelt vernoemde Kronkelpad. Hier staat op Weteringschans 30, bij de Weteringpoortbrug (Brug nr. 90) het in 1848 als tolhuis gebouwde Commiezenhuisje, dat tegenwoordig dienstdoet als behuizing voor een gemaal. Voordien was hier de Weteringpoort uit de 17e eeuw.

Tram 1 rijdt vanuit de Weteringschans naar de halte op het Frederiksplein (foto, 2023)

 De eerste tramlijn in Amsterdam reed in 1875 over de Weteringschans. Dit was de paardentramlijn Leidscheplein – Plantage, die via de Weteringschans en Sarphatistraat reed. Sinds de elektrificatie in 1903 rijden hier de tramlijnen 7 en 10. In 1953 werd het kruispunt met de Nieuwe Vijzelstraat vervangen door een rotonde waar toen nog tramlijn 24 kruiste. Lijn 10 verdween in 2018, toen lijnen 1 en 19 op de Weteringschans verschenen. In 2023 kwam daar lijn 24 bij. Halte Frederiksplein in oostelijke richting is daarbij in 2021 verplaatst naar het plein zelf, voor het gebouw van de Nederlandsche Bank. Tezamen met de Marnixstraat en de Sarphatistraat vormt de Weteringschans de Binnenring.
In december 2022 kreeg het controversiële kantorenduo Peper en Zout van Frans van Gool, op Weteringschans 26 en 28, de status gemeentelijk monument, zij het tegen de wil van de eigenaar.

## Kenmerkende gebouwen aan de Weteringschans

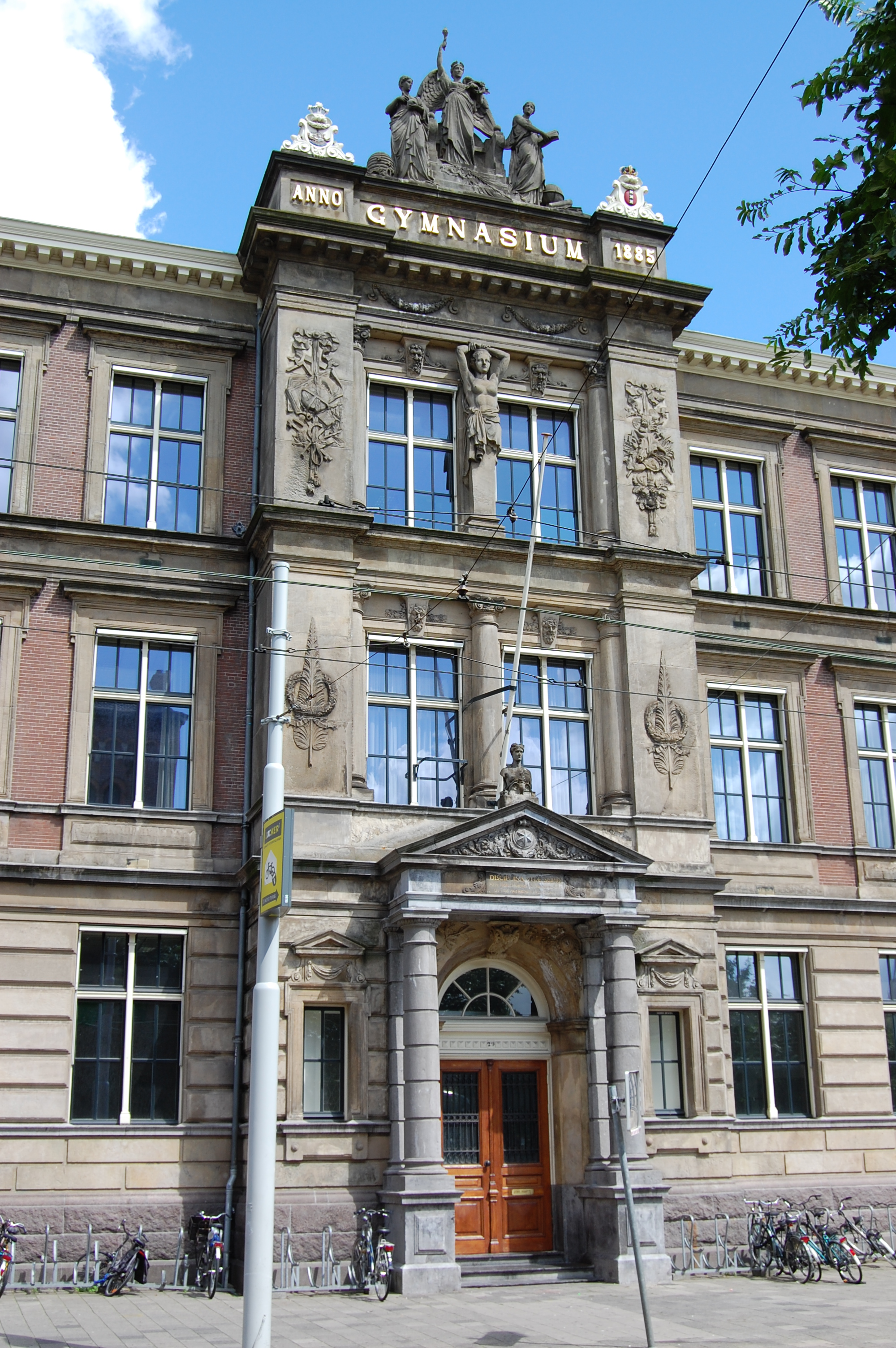
Barlaeus Gymnasium
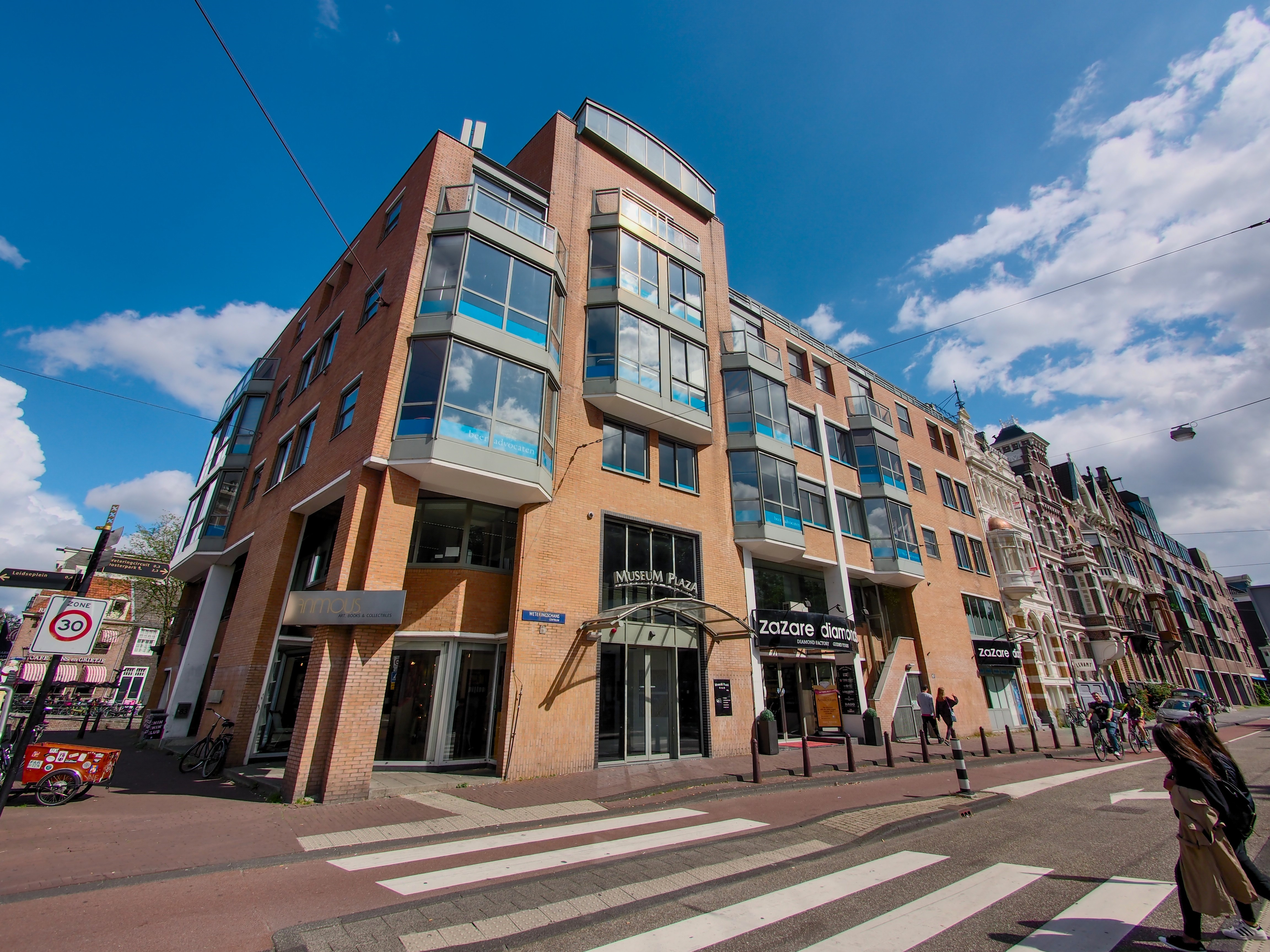
Museum Plaza
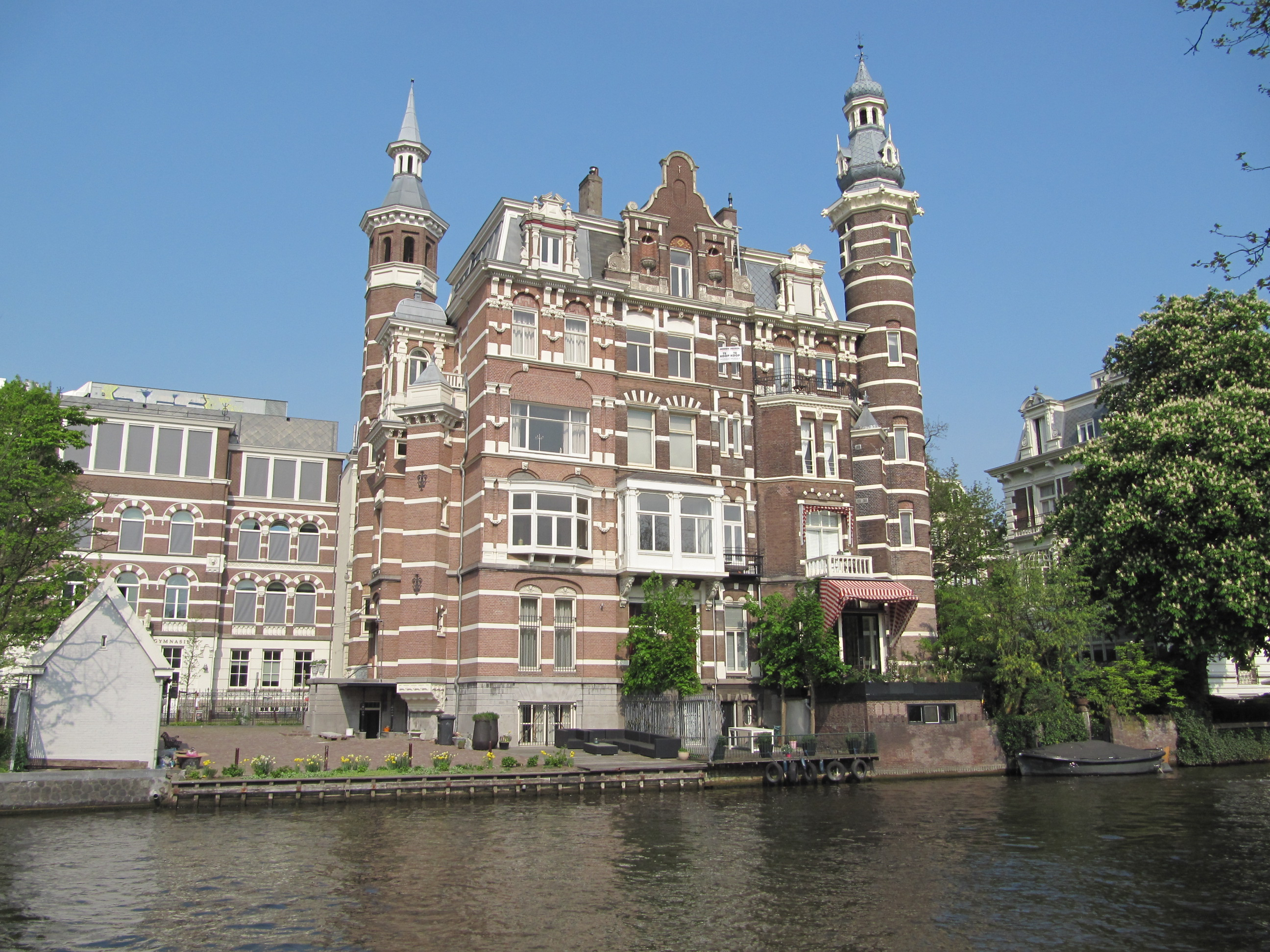
Weteringschans 10
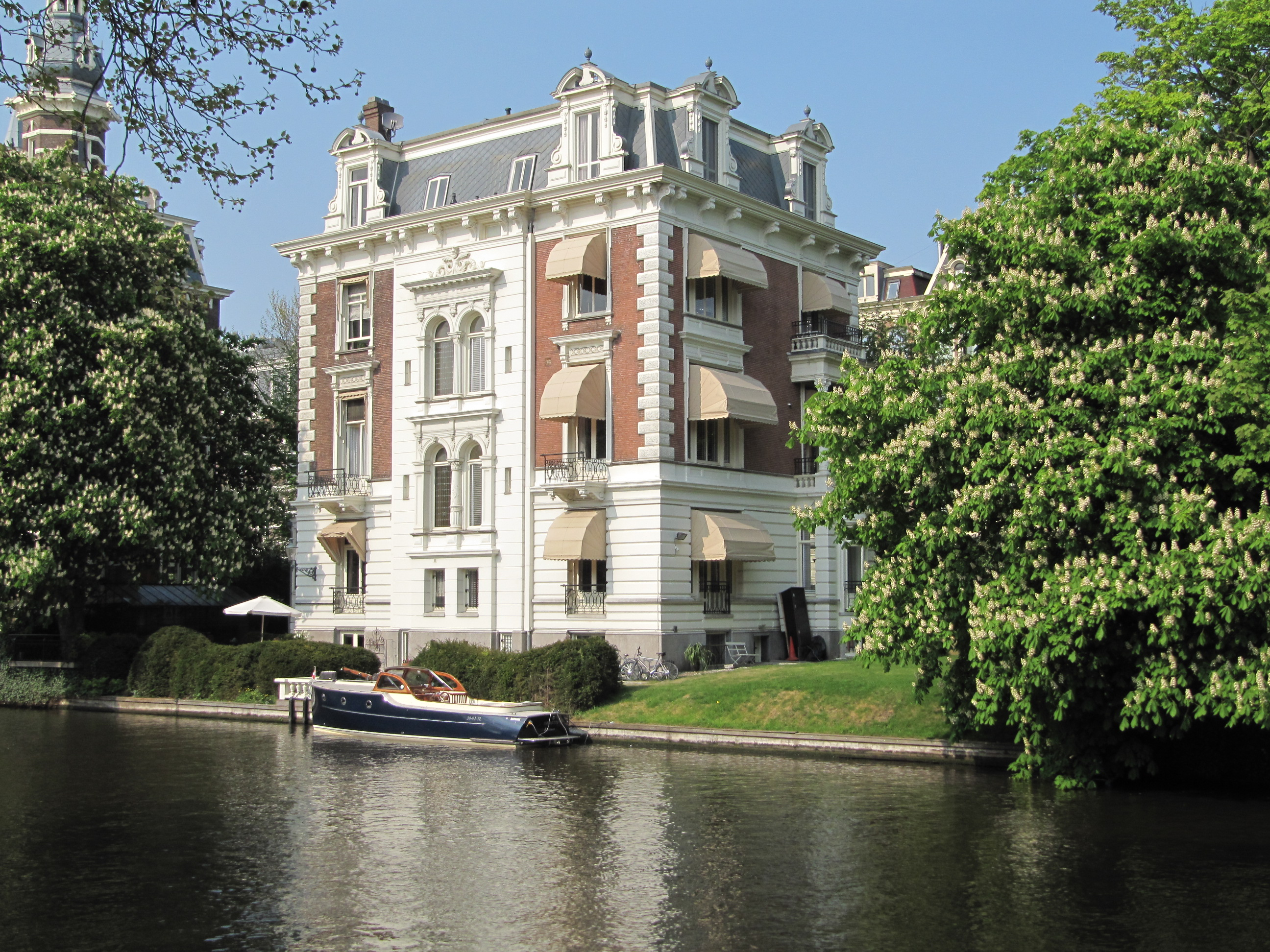
Weteringschans 16
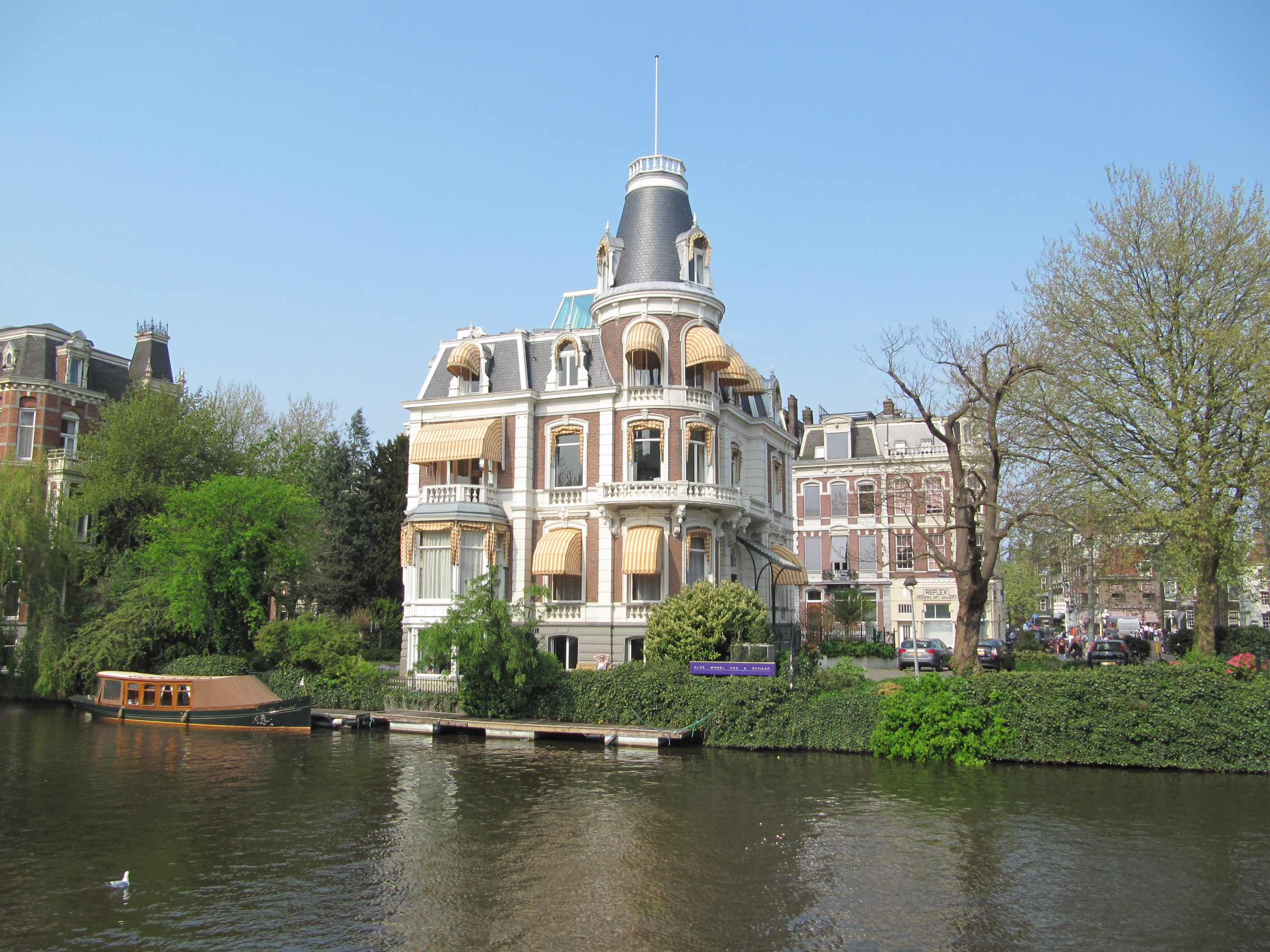
Weteringschans 24